# Unearthed (Peter Blegvad e John Greaves)
| Recensione | Giudizio |
| ---------- | -------- |
| AllMusic   |          |

Unearthed è il secondo album in studio frutto della collaborazione tra il bassista, cantante e compositore gallese John Greaves ed il cantautore e chitarrista statunitense Peter Blegvad (tralasciando l'opera Smell of a Friend del 1988 del loro supergruppo The Lodge). Sebbene completato nel 1995, venne pubblicato soltanto nel 2000 dalla Voiceprint.
Si tratta di una collezione di storie scritte e raccontate da Blegvad (tratte dal suo libro Headcase, al quale il disco doveva essere allegato) su accompagnamento musicale di Greaves. Questa stessa suddivisione nella composizione era già stata fatta per il precedente lavoro Kew. Rhone..

## Lista delle tracce
Testi e musiche di Peter Blegvad (testi) e John Greaves (musica), eccetto The New Liquid, The Only Song e Christmas Past, la cui musica è anche di Blegvad.
1. Bottle – 2:55
2. The Gynaecologist – 7:28
3. The New Liquid – 3:19
4. Linh-Le – 5:04
5. The Only Song – 3:45
6. Hardware – 3:45
7. Children – 4:01
8. Christmas Past – 5:48
9. Handkerchief – 2:02
10. The Dog With a Conscience – 5:59
11. The Black Dog – 2:40

## Formazione
- Peter Blegvad: voce, chitarra, armonica a bocca, salterio, carillon (in Children), autore della copertina
- John Greaves: basso elettrico, nastri, sintetizzatori, talking drum (in The Only Song)